# Storeya
Storeya is een geslacht van vliesvleugeligen uit de familie Pteromalidae. De wetenschappelijke naam van dit geslacht is voor het eerst geldig gepubliceerd in 1988 door Boucek.

## Soorten
Het geslacht Storeya omvat de volgende soorten:
- Storeya minuta Sureshan, 1999
- Storeya paradoxa Boucek, 1988